# Vladislav
Vladislav je moško osebno ime.

## Izvor imena
Ime Vladislav je izpeljano iz imena Vladimir.

## Pogostost imena
Po podatkih Statističnega urada Republike Slovenije je bilo na dan 31. decembra 2007 v Sloveniji 338 oseb z imenom Vladislav.

## Osebni praznik
Vladislav praznuje god 27. junija.

## Znane osebe
- Vladislav Hunyadi, ogrski plemič in državnik
- Vladislav Majhen, slovenski častnik in partizan